# Ispica (stacja kolejowa)
Ispica (wł. Stazione di Ispica) – stacja kolejowa w Ispica, w prowincji Ragusa, w regionie Sycylia, we Włoszech. Stacja znajduje się na linii Syrakuzy – Canicattì.
Według klasyfikacji RFI ma kategorię brązową.

## Historia
Stacja Noto została otwarta 23 grudnia 1891, wraz z odcinkiem linii z Noto do Modica.

## Linie kolejowe
- Linia Syrakuzy – Canicattì